# Liste der Stolpersteine in Wiesbaden-Westend
 Info: Angaben zu Eigenschaften, welche alle Teillisten für Wiesbaden gemeinsam haben, sind unter Liste der Stolpersteine in Wiesbaden zu finden.
694 der kleinen Messing-Gedenktafeln liegen in Wiesbaden, ein großer Teil davon im Westend. Schüler der Blücherschule haben die regelmäßige Reinigung der Stolpersteine übernommen.

## Liste
| Adresse                  | Name                                             | Inschrift mit Ergänzungen | Verlegedatum     | Bild | Anmerkung |
| ------------------------ | ------------------------------------------------ | --- | ---------------- | ---- | --- |
| Hermannstraße 26 ·       | Arthur Ackermann                                 | Hier wohnte Arthur Ackermann Jg. 1898 Deportiert 1942 Lublin Ermordet in Sobibor                                                                                      | 2. Mai 2013      |      | Arthur Ackermann war von Beruf Kaufmann und arbeitete vermutlich bereits einige Jahre in Wiesbaden als kaufmännischer Angestellter, als er Chaja Schaffer, seine zukünftige Frau, kennenlernte und im Sommer 1938 heiratete. Seit 1926 betrieb Chaja Ackermann in ihrer Wohnung einen Etagenhandel mit Wäsche und war so erfolgreich, dass sie bereits Anfang der 1930er Jahre das Haus Herrmannstraße 26 kaufen konnte. |
| Hermannstraße 26 ·       | Chaja Ackermann geb. Schaffer                    | Hier wohnte Chaja Ackermann geb. Schaffer Jg. 1892 Deportiert 1942 Lublin Ermordet in Sobibor                                                                         | 2. Mai 2013      |      | Arthur Ackermann war von Beruf Kaufmann und arbeitete vermutlich bereits einige Jahre in Wiesbaden als kaufmännischer Angestellter, als er Chaja Schaffer, seine zukünftige Frau, kennenlernte und im Sommer 1938 heiratete. Seit 1926 betrieb Chaja Ackermann in ihrer Wohnung einen Etagenhandel mit Wäsche und war so erfolgreich, dass sie bereits Anfang der 1930er Jahre das Haus Herrmannstraße 26 kaufen konnte. |
| Hermannstraße 26 ·       | Hermann Löwenstein                               | Hier wohnte Hermann Löwenstein Jg. 1881 Deportiert 1942 Lublin Ermordet in Sobibor                                                                                    | 2. Mai 2013      |      | Zur Erinnerung an Hermann, Selma und Ilse Löwenstein. Hermann Löwenstein betrieb einen Viehhandel, den er Ende 1938 aufgeben musste. |
| Hermannstraße 26 ·       | Ilse Löwenstein                                  | Hier wohnte Ilse Löwenstein Jg. 1923 Deportiert 1942 Lublin Ermordet in Sobibor                                                                                       | 2. Mai 2013      |      | Zur Erinnerung an Hermann, Selma und Ilse Löwenstein. Hermann Löwenstein betrieb einen Viehhandel, den er Ende 1938 aufgeben musste. |
| Hermannstraße 26 ·       | Selma Löwenstein geb. Vogel                      | Hier wohnte Selma Löwenstein geb. Vogel Jg. 1891 Deportiert 1942 Lublin Ermordet in Sobibor                                                                           | 2. Mai 2013      |      | Zur Erinnerung an Hermann, Selma und Ilse Löwenstein. Hermann Löwenstein betrieb einen Viehhandel, den er Ende 1938 aufgeben musste. |
| Helenenstraße 31 ·       | Heinz Altmann                                    | Hier wohnte Heinz Altmann Jg. 1933 Flucht 1939 Belgien Interniert Wechelen Deportiert 1943 Ermordet in Auschwitz                                                      | 2. Juli 2009     |      | |
| Helenenstraße 31 ·       | Marjem Altmann geb. Hofstädter                   | Hier wohnte Marjem Altmann geb. Hofstädter Jg. 1906 Flucht 1939 Belgien Interniert Wechelen Deportiert 1943 Ermordet in Auschwitz                                     | 2. Juli 2009     |      | |
| Drudenstraße 6 ·         | Philipp Theodor Auerbach                         | Hier wohnte Philipp Theodor Auerbach Jg. 1904 Im Widerstand Verhaftet 1943 Gefängnis Wiesbaden Hingerichtet 11.1.1943 Frankfurt-Preungesheim                          | 2. Mai 2013      |      | Als bekannter Gegner des Nationalsozialismus wurde Philipp Theodor Auerbach bereits 1933 zwei Mal in sogenannte Schutzhaft genommen: vom 31. März bis zum 5. Mai und nach einer Hausdurchsuchung erneut vom 26. September bis zum 6. November. |
| Wellritzstraße 16 ·      | Betty Baum geb. Katzenstein                      | Hier wohnte Betty Baum geb. Katzenstein Jg. 1896 Deportiert 23.5.1942 Ermordet 1942 in Sobibor                                                                        | 22. Jan. 2008    |      | Die Familie Baum wohnte 1930 im eigenen Haus in der Wellritzstraße 16. Dort betrieben sie auch eine Metzgerei. |
| Wellritzstraße 16 ·      | Josef Erwin Baum                                 | Hier wohnte Josef Erwin Baum Jg. 1926 Deportiert 1926 Deportiert 23.5.1942 Majdanek Ermordet 10.9.1942                                                                | 22. Jan. 2008    |      | Die Familie Baum wohnte 1930 im eigenen Haus in der Wellritzstraße 16. Dort betrieben sie auch eine Metzgerei. |
| Wellritzstraße 16 ·      | Lore Baum                                        | Hier wohnte Lore Baum Jg. 1931 Deportiert 23.5.1942 Ermordet 1942 in Sobibor                                                                                          | 22. Jan. 2008    |      | Die Familie Baum wohnte 1930 im eigenen Haus in der Wellritzstraße 16. Dort betrieben sie auch eine Metzgerei. |
| Wellritzstraße 16 ·      | Moritz Baum                                      | Hier wohnte Moritz Baum Jg. 1892 Misshandelt von der SA Flucht in den Tod 12.12.1935                                                                                  | 22. Jan. 2008    |      | Die Familie Baum wohnte 1930 im eigenen Haus in der Wellritzstraße 16. Dort betrieben sie auch eine Metzgerei. |
| Wellritzstraße 16 ·      | Trude Baum                                       | Hier wohnte Trude Baum Jg. 1924 Deportiert 1942 Sobibor Ermordet 1942                                                                                                 | 22. Jan. 2008    |      | Die Familie Baum wohnte 1930 im eigenen Haus in der Wellritzstraße 16. Dort betrieben sie auch eine Metzgerei. |
| Weißenburgstraße 6 ·     | Emilie Baum geb. Baer                            | Hier wohnte Emilie Baum geb. Baer Jg. 1876 Deportiert 1942 Theresienstadt Tot 12.5.1944                                                                               | 22. Jan. 2009    |      | Die Familie Baum führte ein Kindermodengeschäft in der Webergasse 6, in dem Albert Kleinstraß seit 1932 mitarbeitete. Gemeinsam mit den Kindern, Paul, geb. 1925, und Helene, geb. 1923, sowie Johannas Mutter wohnte die Familie in der Weißenburgstraße. In der Reichspogromnacht im November 1938 wird das Geschäft der Familie zerstört und muss kurz darauf ganz aufgegeben werden. |
| Weißenburgstraße 6 ·     | Albert Kleinstrass                               | Hier wohnte Albert Kleinstrass Jg. 1883 Deportiert 1942 Theresienstadt Ermordet 23.1.1943 Auschwitz                                                                   | 22. Jan. 2009    |      | Die Familie Baum führte ein Kindermodengeschäft in der Webergasse 6, in dem Albert Kleinstraß seit 1932 mitarbeitete. Gemeinsam mit den Kindern, Paul, geb. 1925, und Helene, geb. 1923, sowie Johannas Mutter wohnte die Familie in der Weißenburgstraße. In der Reichspogromnacht im November 1938 wird das Geschäft der Familie zerstört und muss kurz darauf ganz aufgegeben werden. |
| Weißenburgstraße 6 ·     | Johanna Kleinstrass geb. Baum                    | Hier wohnte Johanna Kleinstrass geb. Baum Jg. 1897 Deportiert 1942 Theresienstadt Ermordet 23.1.1943 Auschwitz                                                        | 22. Jan. 2009    |      | Die Familie Baum führte ein Kindermodengeschäft in der Webergasse 6, in dem Albert Kleinstraß seit 1932 mitarbeitete. Gemeinsam mit den Kindern, Paul, geb. 1925, und Helene, geb. 1923, sowie Johannas Mutter wohnte die Familie in der Weißenburgstraße. In der Reichspogromnacht im November 1938 wird das Geschäft der Familie zerstört und muss kurz darauf ganz aufgegeben werden. |
| Weißenburgstraße 6 ·     | Mathilde Neu geb. Baum                           | Hier wohnte Mathilde Neu geb. Baum Jg. 1874 Deportiert 1942 Theresienstadt Ermordet 15.5.1944 Auschwitz                                                               | 18. Okt. 2010    |      | |
| Weißenburgstraße 6 ·     | Lucia Rebekka Frankfurter                        | Hier wohnte Lucia Rebekka Frankfurter Jg. 1869 Deportiert 1942 Theresienstadt Ermordet 15.5.1944 Auschwitz                                                            | 15. Mai 2015     |      | Die Schwestern Lucia Rebekka Frankfurter und Alma Meyer lebten schon seit Beginn der Nazizeit gemeinsam im ersten Stock in der Weißenburgstraße 6 in Wiesbaden. Sie hatten weder Vermögen noch ein Bankkonto. Alma Meyer kochte in ihrer Wohnung für zwei bis drei Damen aus der jüdischen Bekanntschaft, um ihren Lebensunterhalt zu bestreiten. Ehemalige Nachbarn erinnern sich, dass die Schwestern sehr zurückgezogen lebten, jedoch, selbst kinderlos, ein Herz für Kinder hatten. Sie trösteten bei Kummer und schenkten Bonbons.                                                  |
| Weißenburgstraße 6 ·     | Alma Meyer geb. Frankfurter                      | Hier wohnte Alma Meyer geb. Frankfurter Jg. 1873 Deportiert 1942 Theresienstadt Ermordet 15.5.1944 Auschwitz                                                          | 15. Mai 2015     |      | Die Schwestern Lucia Rebekka Frankfurter und Alma Meyer lebten schon seit Beginn der Nazizeit gemeinsam im ersten Stock in der Weißenburgstraße 6 in Wiesbaden. Sie hatten weder Vermögen noch ein Bankkonto. Alma Meyer kochte in ihrer Wohnung für zwei bis drei Damen aus der jüdischen Bekanntschaft, um ihren Lebensunterhalt zu bestreiten. Ehemalige Nachbarn erinnern sich, dass die Schwestern sehr zurückgezogen lebten, jedoch, selbst kinderlos, ein Herz für Kinder hatten. Sie trösteten bei Kummer und schenkten Bonbons.                                                  |
| Dotzheimer Straße 53 ·   | Nathan Blum                                      | Hier wohnte Nathan Blum Jg. 1870 deportiert 1942 Theresienstadt ermordet 29.9.1942                                                                                    |                  |      | |
| Dotzheimer Straße 53 ·   | Johanna Blum geb. Bronne                         | Hier wohnte Johanna Blum geb. Bronne Jg. 1877 deportiert 1942 Theresienstadt ermordet 19.9.1942                                                                       |                  |      | |
| Seerobenstraße 9 ·       | Eugen Blühdorn                                   | Hier wohnte Eugen Blühdorn Jg. 1893 Gedemütigt/Entrechtet Flucht in den Tod 23.5.1942                                                                                 | 15. Okt. 2015    |      | Eugen Blühdorn (geboren am 1. August 1893 in Köln) hat den Verlust der Firma (ein bekanntes Modewaren-Geschäft in Köln, Hohe Straße) und seiner Arbeit nicht verwinden können. 1933 zog die Familie nach Wiesbaden. Blühdorn war seither nervenkrank, musste sich schließlich in Behandlung begeben und nahm sich, als er für die Deportation vorgesehen war, am 23. Mai 1942 das Leben Ein weiterer Stolperstein für Eugen Blühdorn wurde am Familienwohnsitz Theodor-Heuss-Ring 60 in Köln verlegt.                                                                                     |
| Dotzheimer Straße · 15 · | Josef Blumenthal                                 | Hier wohnte Josef Blumenthal Jg. 1886 Deportiert 1942 Theresienstadt Ermordet 29.9.1942 Treblinka                                                                     | 13. Okt. 2011    |      | Josef Blumenthal führte mit seinem Bruder Siegfried, Jahrgang 1871, die Kohlenhandlung „Gerson Blumenthal Söhne“ in der Dotzheimer Straße 14. Zur Erinnerung an Josef Blumenthal und Lina, geb. Schaumburger, Emil Mannheimer und Stefanie, geb. Blumenthal, mit Sohn Dan |
| Dotzheimer Straße · 15 · | Lina Blumenthal geb. Schaumburger                | Hier wohnte Lina Blumenthal geb. Schaumburger Jg. 1871 Deportiert 1942 Treblinka Ermordet 29.9.1942                                                                   | 13. Okt. 2011    |      | Josef Blumenthal führte mit seinem Bruder Siegfried, Jahrgang 1871, die Kohlenhandlung „Gerson Blumenthal Söhne“ in der Dotzheimer Straße 14. Zur Erinnerung an Josef Blumenthal und Lina, geb. Schaumburger, Emil Mannheimer und Stefanie, geb. Blumenthal, mit Sohn Dan |
| Dotzheimer Straße · 15 · | Dan Reiser Mannheimer                            | Hier wohnte Dan Reiser Mannheimer Jg. 1940 Deportiert 1942 Lublin Ermordet in Sobibor                                                                                 | 13. Okt. 2011    |      | Josef Blumenthal führte mit seinem Bruder Siegfried, Jahrgang 1871, die Kohlenhandlung „Gerson Blumenthal Söhne“ in der Dotzheimer Straße 14. Zur Erinnerung an Josef Blumenthal und Lina, geb. Schaumburger, Emil Mannheimer und Stefanie, geb. Blumenthal, mit Sohn Dan |
| Dotzheimer Straße · 15 · | Emil Mannheimer                                  | Hier wohnte Emil Mannheimer Jg. 1892 Deportiert 1942 Lublin Ermordet in Majdanek                                                                                      | 13. Okt. 2011    |      | Josef Blumenthal führte mit seinem Bruder Siegfried, Jahrgang 1871, die Kohlenhandlung „Gerson Blumenthal Söhne“ in der Dotzheimer Straße 14. Zur Erinnerung an Josef Blumenthal und Lina, geb. Schaumburger, Emil Mannheimer und Stefanie, geb. Blumenthal, mit Sohn Dan |
| Dotzheimer Straße · 15 · | Stefanie Mannheimer geb. Blumenthal              | Hier wohnte Stefanie Mannheimer geb. Blumenthal Jg. 1899 Deportiert 1942 Lublin Ermordet in Sobibor                                                                   | 13. Okt. 2011    |      | Josef Blumenthal führte mit seinem Bruder Siegfried, Jahrgang 1871, die Kohlenhandlung „Gerson Blumenthal Söhne“ in der Dotzheimer Straße 14. Zur Erinnerung an Josef Blumenthal und Lina, geb. Schaumburger, Emil Mannheimer und Stefanie, geb. Blumenthal, mit Sohn Dan |
| Westendstraße 12 ·       | Breindel Bertha Dorner geb. Zellerkraut          | Hier wohnte Breindel Bertha Dorner geb. Zellerkraut Jg. 1873 Deportiert 1942 Theresienstadt Ermordet 22.9.1942 Treblinka                                              | 13. Okt. 2010    |      | |
| Westendstraße 12 ·       | Meilach Hirsch Dorner                            | Hier wohnte Meilach Hirsch Dorner Jg. 1919 Flucht 1939 Belz/Polen Ermordet                                                                                            | 13. Okt. 2010    |      | |
| Dotzheimer Straße 31 ·   | Eugen Eschwege (PDF; 305 kB)                     | Hier wohnte Eugen Eschwege Jg. 1877 Deportiert 1942 Ermordet im besetzten Polen                                                                                       | 2. Mai 2012      |      | Zur Erinnerung an Eugen Eschwege |
| Dotzheimer Straße 31 ·   | Jente Still (PDF; 887 kB) geb. Rabinowicz        | Hier wohnte Jente Still geb. Rabinowicz Jg. 1886 Deportiert 1942 Lublin Ermordet in Sobibor                                                                           | 1. Juni 2016     |      | Zur Erinnerung an Jente Still und ihre Familie |
| Goebenstraße 4 ·         | Bernhard Grünbaum                                | Hier wohnte Bernhard Grünbaum Jg. 1884 Verhaftet 1939 Dachau Sachsenhausen Buchenwald Ermordet 1945 in Heilanstalt Bernburg / Saale                                   | 13. Okt. 2009    |      | Bernhard Grünbaum übernahm die Kantoren- und Lehrerstelle der Altisraelitischen Gemeinde in Wiesbaden. Einmal pro Woche unterrichtete er außerdem in den Landgemeinden Kettenbach und Laufenselden. |
| Goebenstraße 4 ·         | Fella Grünbaum geb. Bornstein                    | Hier wohnte Fella Grünbaum geb. Bornstein Jg. 1886 Flucht 1942 Belgien Interniert Mechelen Deportiert 1943 Ermordet in Auschwitz                                      | 13. Okt. 2009    |      | Bernhard Grünbaum übernahm die Kantoren- und Lehrerstelle der Altisraelitischen Gemeinde in Wiesbaden. Einmal pro Woche unterrichtete er außerdem in den Landgemeinden Kettenbach und Laufenselden. |
| Goebenstraße 4 ·         | Eva Frank                                        | Hier wohnte Eva Frank Jg. 1933 Deportiert 1942 Ermordet in Sobibor | 13. Okt. 2010    |      | |
| Goebenstraße 4 ·         | Johanna Frank geb. Sender                        | Hier wohnte Johanna Frank geb. Sender Jg. 1897 Deportiert 1942 Ermordet in Sobibor                                                                                    | 13. Okt. 2010    |      | |
| Goebenstraße 4 ·         | Sara Frank                                       | Hier wohnte Sara Frank Jg. 1937 Deportiert 1942 Ermordet in Sobibor                                                                                                   | 13. Okt. 2010    |      | |
| Goebenstraße 4 ·         | Katharina Sender geb. Stern                      | Hier wohnte Katharina Sender geb. Stern Jg. 1865 Deportiert 1942 Theresienstadt Tot 23.1.1943                                                                         | 13. Okt. 2010    |      | |
| Seerobenstraße 18 ·      | Dr. Erich Frankl                                 | Hier wohnte Dr. Erich Frankl Jg. 1880 Deportiert 10.6.1942 Ermordet in Majdanek                                                                                       | 13. Okt. 2009    |      | Dr. Erich Frankl war Chemiker. Seit 1932 wohnte die Familie in der Seerobenstraße 18. Von ca. 1939 bis 1942 war Dr. Frankl in der Seifenfabrik BEO in Dotzheim, Wiesbadener Straße, zu Zwangsarbeit verpflichtet. Elli Frankl stammte aus Schlesien. Sie wurde am 12. Aug. 1896 in Charlottenbrunn Kreis Waldenburg geboren. Ihrer wohlhabenden Familie gehörte in Charlottenbrunn nahe Breslau eine keramische Fabrik. Wie viele junge Menschen Anfang des 19. Jh. waren Erich und Elli Frankl von der Wandervogelbewegung begeistert.                                                   |
| Seerobenstraße 18 ·      | Elli Frankl geb. Schachtel                       | Hier wohnte Elli Frankl geb. Schachtel Deportiert 10.6.1942 Ermordet in Sobibor                                                                                       | 13. Okt. 2009    |      | Dr. Erich Frankl war Chemiker. Seit 1932 wohnte die Familie in der Seerobenstraße 18. Von ca. 1939 bis 1942 war Dr. Frankl in der Seifenfabrik BEO in Dotzheim, Wiesbadener Straße, zu Zwangsarbeit verpflichtet. Elli Frankl stammte aus Schlesien. Sie wurde am 12. Aug. 1896 in Charlottenbrunn Kreis Waldenburg geboren. Ihrer wohlhabenden Familie gehörte in Charlottenbrunn nahe Breslau eine keramische Fabrik. Wie viele junge Menschen Anfang des 19. Jh. waren Erich und Elli Frankl von der Wandervogelbewegung begeistert.                                                   |
| Scharnhorststraße 48 ·   | Frieda Friedmann                                 | Hier wohnte Frieda Friedmann Jg. 1894 Deportiert 1942 Ermordet in Sobibor                                                                                             | 7. Juli 2006     |      | |
| Scharnhorststraße 48 ·   | Isaak Friedmann                                  | Hier wohnte Isaak Friedmann Jg. 1897 Deportiert 1942 Majdanek Ermordet 9.7.1942                                                                                       | 7. Juli 2006     |      | |
| Scharnhorststraße 48 ·   | Martin Friedmann                                 | Hier wohnte Martin Friedmann Jg. 1922 Deportiert 1942 Ermordet in Sobibor                                                                                             | 7. Juli 2006     |      | |
| Scharnhorststraße 48 ·   | Susi Friedmann                                   | Hier wohnte Susi Friedmann Jg. 1926 Deportiert 1942 Ermordet in Sobibor                                                                                               | 7. Juli 2006     |      | |
| Hellmundstraße 37 ·      | Rudolf Friedmann                                 | Hier wohnte Rudolf Friedmann Jg. 1922 Deportiert 10.6.1942 Majdanek Ermordet 21.8.1942                                                                                | 24. Apr. 2008    |      | |
| Hellmundstraße 37 ·      | Sure Lisa Friedmann                              | Hier wohnte Sure Lisa Friedmann Jg. 1892 Deportiert 10.6.1942 Ermordet 1942 in Sobibor                                                                                | 24. Apr. 2008    |      | |
| Sedanstraße 7 ·          | Chaja Rosa Goldfischer geb. Matzner              | Hier wohnte Chaja Rosa Goldfischer geb. Matzner Jg. 1899 Flucht 1939 Belgien interniert Mechelen deportiert 1942 ermordet in Auschwitz                                |                  |      | |
| Sedanstraße 7 ·          | Esther Lea Goldfischer                           | Hier wohnte Esther Lea Goldfischer Jg. 1928 Flucht 1939 Belgien interniert Mechelen deportiert 1942 ermordet in Auschwitz                                             |                  |      | |
| Sedanstraße 7 ·          | Ozias Hirsch Goldfischer                         | Hier wohnte Ozias Hirsch Goldfischer Jg. 1929 Flucht 1939 Belgien interniert Mechelen deportiert 1942 ermordet in Auschwitz                                           |                  |      | |
| Dreiweidenstraße 6 ·     | Leopold Goldschmidt                              | Hier wohnte Leopold Goldschmidt Jg. 1871 Deportiert 1942 Theresienstadt Tot 25.9.1942                                                                                 | 13. Okt. 2010    |      | Leopold Goldschmidt war Getreidehändler in Bierstadt. Von 1924 bis 1935 ist im Wiesbadener Adressbuch folgender Eintrag vermerkt: „Goldschmidt Leopold: Landesprodukte und Fruchthandlung Rathausstraße 36 T. 2895“. Zur Erinnerung an Leopold Goldschmidt sowie Max und Regina Goldschmidt mit Kind Reha Chana. |
| Dreiweidenstraße 6 ·     | Max Goldschmidt                                  | Hier wohnte Max Goldschmidt Jg. 1899 Deportiert 1942 Lublin Ermordet 23.7.1942 Majdanek                                                                               | 13. Okt. 2010    |      | Leopold Goldschmidt war Getreidehändler in Bierstadt. Von 1924 bis 1935 ist im Wiesbadener Adressbuch folgender Eintrag vermerkt: „Goldschmidt Leopold: Landesprodukte und Fruchthandlung Rathausstraße 36 T. 2895“. Zur Erinnerung an Leopold Goldschmidt sowie Max und Regina Goldschmidt mit Kind Reha Chana. |
| Dreiweidenstraße 6 ·     | Regine Rachel Goldschmidt geb. Wikowsky          | Hier wohnte Regine Rachel Goldschmidt geb. Wikowsky Jg. 1907 Deportiert 1942 Lublin Ermordet in Sobibor                                                               | 13. Okt. 2010    |      | Leopold Goldschmidt war Getreidehändler in Bierstadt. Von 1924 bis 1935 ist im Wiesbadener Adressbuch folgender Eintrag vermerkt: „Goldschmidt Leopold: Landesprodukte und Fruchthandlung Rathausstraße 36 T. 2895“. Zur Erinnerung an Leopold Goldschmidt sowie Max und Regina Goldschmidt mit Kind Reha Chana. |
| Dreiweidenstraße 6 ·     | Reha Chana Goldschmidt                           | Hier wohnte Reha Chana Goldschmidt Jg. 1941 Deportiert mit Eltern ???                                                                                                 | 13. Okt. 2010    |      | Leopold Goldschmidt war Getreidehändler in Bierstadt. Von 1924 bis 1935 ist im Wiesbadener Adressbuch folgender Eintrag vermerkt: „Goldschmidt Leopold: Landesprodukte und Fruchthandlung Rathausstraße 36 T. 2895“. Zur Erinnerung an Leopold Goldschmidt sowie Max und Regina Goldschmidt mit Kind Reha Chana. |
| Bismarckring 27 ·        | Elise Grünbaum geb. Kleemann                     | Hier wohnte Elise Grünbaum geb. Kleemann Jg. 1860 Deportiert 1942 Theresienstadt Tot 22.9.1942                                                                        | 22. Jan. 2009    |      | |
| Bismarckring 27 ·        | Meier Grünbaum                                   | Hier wohnte Meier Grünbaum Jg. 1861 Deportiert 1942 Theresienstadt Tot 3.9.1942                                                                                       | 22. Jan. 2009    |      | |
| Bertramstraße 25 ·       | Bernhard Grünewald                               | Hier wohnte Bernhard Grünewald Jg. 1872 Deportiert 1942 Theresienstadt Ermordet 10.9.1942                                                                             | 9. Okt. 2014     |      | Zur Erinnerung an Bernhard Grünewald und Thekla Grünewald, geb. Mendel |
| Bertramstraße 25 ·       | Thekla Grünewald geb. Mendel                     | Hier wohnte Thekla Grünewald geb. Mendel Jg. 1877 Deportiert 1942 Theresienstadt Ermordet 16.1.1943                                                                   | 9. Okt. 2014     |      | Zur Erinnerung an Bernhard Grünewald und Thekla Grünewald, geb. Mendel |
| Wellritzstraße 27 ·      | Bernhard Gutwirth                                | Hier wohnte Bernhard Gutwirth Jg. 1922 Denunziert Verhaftet 1941 Gefängnis Preungesheim 1942 Gestapo Wiesbaden Schicksal unbekannt                                    | 15. Okt. 2015    |      | Zur Erinnerung an Leib Gutwirth, Fanny Gutwirth, geb. Bruder, und die Kinder Salomon, Bernhard und Jakob Gutwirth |
| Wellritzstraße 27 ·      | Fanny Gutwirth geb. Bruder                       | Hier wohnte Fanny Gutwirth geb. Bruder Jg. 1903 Deportiert 1942 Ermordet in Sobibor                                                                                   | 15. Okt. 2015    |      | Zur Erinnerung an Leib Gutwirth, Fanny Gutwirth, geb. Bruder, und die Kinder Salomon, Bernhard und Jakob Gutwirth |
| Wellritzstraße 27 ·      | Jakob Gutwirth                                   | Hier wohnte Jakob Gutwirth Jg. 1937 Deportiert 1942 Ermordet in Sobibor                                                                                               | 15. Okt. 2015    |      | Zur Erinnerung an Leib Gutwirth, Fanny Gutwirth, geb. Bruder, und die Kinder Salomon, Bernhard und Jakob Gutwirth |
| Wellritzstraße 27 ·      | Leib Gutwirth                                    | Hier wohnte Leib Gutwirth Jg. 1894 Deportiert 1942 Ermordet im besetzten Polen                                                                                        | 15. Okt. 2015    |      | Zur Erinnerung an Leib Gutwirth, Fanny Gutwirth, geb. Bruder, und die Kinder Salomon, Bernhard und Jakob Gutwirth |
| Wellritzstraße 27 ·      | Salomon Gutwirth                                 | Hier wohnte Salomon Gutwirth Jg. 1921 Flucht Shanghai | 15. Okt. 2015    |      | Zur Erinnerung an Leib Gutwirth, Fanny Gutwirth, geb. Bruder, und die Kinder Salomon, Bernhard und Jakob Gutwirth |
| Klarenthaler Straße 21 · | Otto Haese                                       | Hier wohnte Otto Haese Jg. 1874 Ermordet 24.12.1944 KZ Dachau | 21. Feb. 2006    |      | |
| Seerobenstraße 6 ·       | Klara Hochmann geb. Sternberg                    | Hier wohnte Klara Hochmann geb. Sternberg Jg. 1892 Flucht Belgien Interniert Mechelen Deportiert 1944 Ermordet in Auschwitz                                           | 2. Mai 2012      |      | |
| Seerobenstraße 6 ·       | Salomon Hochmann                                 | Hier wohnte Salomon Hochmann Jg. 1900 Flucht Belgien Interniert Mechelen Deportiert 1944 Ermordet in Auschwitz                                                        | 2. Mai 2012      |      | |
| Dreiweidenstraße 4 ·     | Robert Horn                                      | Hier wohnte Robert Horn Jg. 1866 Deportiert 1942 Theresienstadt Tot 28.1.1943                                                                                         | 2. Mai 2012      |      | |
| Wellritzstraße 45 ·      | Frieda Kahn geb. Kahn                            | Hier wohnte Frieda Kahn geb. Kahn Jg. 1885 Deportiert 1942 Izbica Ermordet in Sobibor                                                                                 | 2. Mai 2012      |      | Erinnerung an Frieda Kahn, geb. Kahn und Lina Strauss. Frieda Kahn betrieb gemeinsam mit ihrem Mann Gustav eine Laden-Metzgerei in der Wellritzstraße 45. |
| Emser Straße 48 ·        | Isabella Kahn geb. Berg                          | Hier wohnte Isabella Kahn geb. Berg Jg. 1898 Deportiert 1942 Theresienstadt Ermordet 15.5.1944 Auschwitz                                                              | 28. Aug. 2008    |      | Zur Erinnerung an Leo Kahn und seine Familie |
| Emser Straße 48 ·        | Leo Kahn                                         | Hier wohnte Leo Kahn Jg. 1926 Flucht 1938 Holland Deportiert Auschwitz Ermordet 2.9.1942                                                                              | 28. Aug. 2008    |      | Zur Erinnerung an Leo Kahn und seine Familie |
| Emser Straße 48 ·        | Lotte Kahn                                       | Hier wohnte Lotte Kahn Jg. 1921 Deportiert 1943 Auschwitz Flucht in den Tod März 1943 im elektrischen Zaun                                                            | 28. Aug. 2008    |      | Zur Erinnerung an Leo Kahn und seine Familie |
| Emser Straße 48 ·        | Siegfried Samuel Kahn                            | Hier wohnte Siegfried Samuel Kahn Jg. 1882 Deportiert 1942 Theresienstadt Ermordet 15.5.1944 Auschwitz                                                                | 28. Aug. 2008    |      | Zur Erinnerung an Leo Kahn und seine Familie |
| Seerobenstraße 33 ·      | Bella Katz geb. Lion                             | Hier wohnte Bella Katz geb. Lion Jg. 1893 Deportiert 1942 Theresienstadt Ermordet 23.1.1943 Auschwitz                                                                 | 9. Okt. 2014     |      | Zur Erinnerung an Julius Katz und Bella Katz, geb. Lion Julius Katz war als Friedhofsgärtner bei der Israelitischen Cultusgemeinde Wiesbaden angestellt und arbeitete seit 1915 auf dem jüdischen Friedhof am Nordfriedhof. |
| Seerobenstraße 33 ·      | Julius Katz                                      | Hier wohnte Julius Katz Jg. 1887 Deportiert 1942 Theresienstadt Ermordet 23.1.1943 Auschwitz                                                                          | 9. Okt. 2014     |      | Zur Erinnerung an Julius Katz und Bella Katz, geb. Lion Julius Katz war als Friedhofsgärtner bei der Israelitischen Cultusgemeinde Wiesbaden angestellt und arbeitete seit 1915 auf dem jüdischen Friedhof am Nordfriedhof. |
| Bertramstraße 21 ·       | Chaja Keh geb. Berglas                           | Hier wohnte Chaja Keh Jg. 1901 Flucht 1939 Belgien interniert Mechelen Deportiert 1944 Ermordet in Auschwitz                                                          | 9. Sep. 2008     |      | Anfang der 1920er Jahre kamen Chaja und Moses Keh aus Polen nach Wiesbaden und zogen in das Haus, in dem ihre Verwandten wohnten. Dort in der Bertramstr. 21 eröffneten sie einen Etagenhandel für Manufakturwaren sowie für Woll- und Weißwaren. Chaja arbeitete im Geschäft mit. Geschäftspartner schilderten die Kehs als fleißige und rechtschaffene Menschen. |
| Bertramstraße 9 ·        | Heinz Keh                                        | Hier wohnte Heinz Keh Jg. 1924 Flucht 1939 England Tot 20.6.1944 bei Bombenangriff                                                                                    | 3. Mai 2011      |      | [ 21 ] [ 22 ] [ 23 ] |
| Bertramstraße 9 ·        | Kalman Keh                                       | Hier wohnte Kalman Keh Jg. 1882 Flucht 1939 Belgien Tot auf Flucht Frankreich                                                                                         | 3. Mai 2011      |      | [ 21 ] [ 22 ] [ 23 ] |
| Helenenstraße 18 ·       | Lisette Klenk geb. Bickel                        | Hier wohnte Lisette Klenk geb. Bickel Jg. 1900 Denunziert Verhaftet „Wegen Hilfe für Juden“ Polizeigefängnis Wiesbaden Tot 9.8.1942                                   | 4. Nov. 2010     |      | |
| Dotzheimer Straße 55 ·   | Heinz Mannes                                     | Hier wohnte Heinz Mannes Jg. 1926 Deportiert 1942 Lublin Ermordet in Sobibor                                                                                          | 2. Mai 2013      |      | Zur Erinnerung an Heinz Mannes |
| Goebenstraße 30 ·        | Mathilde Levy                                    | Hier wohnte Mathilde Levy Jg. 1874 Deportiert 1942 Theresienstadt Ermordet 4.10.1942                                                                                  | 15. Okt. 2015    |      | Mathilde Levy war Haushälterin und lebte seit mindestens 1935 in der Göbenstraße 30 im ersten Stock des Vorderhauses zur Untermiete. |
| Dotzheimer Straße 21 ·   | Berta Lilienthal geb. Fuchs                      | Hier wohnte Berta Lilienthal geb. Fuchs Jg. 1880 Flucht 1939 Holland ???                                                                                              | 14. Dez. 2006    |      | Zur Erinnerung an Oberkantor Saul Lilienthal und Berta Lilienthal geb. Fuchs Saul Lilienthal arbeitete als Kantor und begeisterter Lehrer in Leipzig, Düsseldorf, Freiburg und zuletzt in Wiesbaden. Ab 1925 leitete er trotz erheblicher Verletzungen, die er im Ersten Weltkrieg davongetragen hatte, den Chor der Synagoge am Michelsberg und war für seine Fürsorglichkeit bekannt. Zudem gab er die jüdische Wochenzeitung heraus und veröffentlichte 1938 sein Buch „Jüdische Wanderungen in Frankfurt am Main, Hessen, Hessen-Nassau“.                                             |
| Dotzheimer Straße 21 ·   | Saul Lilienthal                                  | Hier wohnte Saul Lilienthal Jg. 1877 Flucht 1939 Holland Deportiert 1943 Auschwitz Ermordet 30.10.1944                                                                | 14. Dez. 2006    |      | Zur Erinnerung an Oberkantor Saul Lilienthal und Berta Lilienthal geb. Fuchs Saul Lilienthal arbeitete als Kantor und begeisterter Lehrer in Leipzig, Düsseldorf, Freiburg und zuletzt in Wiesbaden. Ab 1925 leitete er trotz erheblicher Verletzungen, die er im Ersten Weltkrieg davongetragen hatte, den Chor der Synagoge am Michelsberg und war für seine Fürsorglichkeit bekannt. Zudem gab er die jüdische Wochenzeitung heraus und veröffentlichte 1938 sein Buch „Jüdische Wanderungen in Frankfurt am Main, Hessen, Hessen-Nassau“.                                             |
| Scharnhorststraße 42 ·   | Anna Lohse geb. Schick                           | Hier wohnte Anna Lohse geb. Schick Jg. 1867 Deportiert 1942 Theresienstadt Tot 3.12.1942                                                                              | 30. Apr. 2013    |      | Anna Lohse war evangelisch getauft, hat nie als Jüdin gelebt und gab 1942 an, erst durch Ausstellung der Kennkarte im Jahr 1940 erfahren zu haben, dass sie „Nichtarierin“ sei. |
| Hellmundstraße 15 ·      | Abraham Hirsch Neumann                           | Hier wohnte Abraham Hirsch Neumann Jg. 1894 verhaftet 9.9.1939 Gefängnis Preungesheim 1939 Sachsenhausen ermordet                                                     |                  |      | |
| Hellmundstraße 15 ·      | Rosa Neumann geb. Lederberger                    | Hier wohnte Rosa Neumann geb. Lederberger Jg. 1892 deportiert 1942 Sobibor ermordet                                                                                   |                  |      | |
| Hellmundstraße 15 ·      | Salomon Leib Neumann                             | Hier wohnte Salomon Leib Neumann Jg. 1922 sog. Polenaktion 1938 zurückgekehrt verhaftet 1939 Sachsenhausen ermordet 28.5.1942                                         |                  |      | |
| Hellmundstraße 15 ·      | Jette Lea Neumann                                | Hier wohnte Jette Lea Neumann Jg. 1924 sog. Polenaktion 1938 zurückgekehrt deportiert 1942 Sobibor ermordet                                                           |                  |      | |
| Scharnhorststraße 19 ·   | Adolf Noetzel                                    | Hier wohnte Adolf Noetzel Jg. 1903 Im Widerstand verhaftet März 1933 KZ Sonnenburg 1934 Zuchthaus Kassel Tot 8.12.1941 im Gefängnis Wiesbaden                         | 13. Okt. 2009    |      | |
| Scharnhorststraße 19 ·   | Grete Noetzel geb. Strang                        | Hier wohnte Grete Noetzel geb. Strang Jg. 1905 Verhaftet 1933 „Hochverrat“ KZ Moringen 1941 Zuchthaus Ziegenhain Gefängnis Rheda Befreit/Überlebt                     | 13. Okt. 2009    |      | |
| Hellmundstraße 52 ·      | Sala Perlmann geb. Tiefenbrunner                 | Hier wohnte Sala Perlmann geb. Tiefenbrunner Jg. 1912 Ausgewiesen 1938 Polen Ghetto Tarnow Ermordet                                                                   | 22. Jan. 2009    |      | 1921 eröffneten die Tiefenbrunners in der Hermannstr. 3 ein Lebensmittel- und Kolonialwarengeschäft, in dem sie ausschließlich koschere Produkte verkauften. |
| Hellmundstraße 52 ·      | Ephraim Tiefenbrunner                            | Hier wohnte Ephraim Tiefenbrunner Jg. 1884 Ausgewiesen 1938 Polen Ghetto Tarnow Ermordet                                                                              | 22. Jan. 2009    |      | 1921 eröffneten die Tiefenbrunners in der Hermannstr. 3 ein Lebensmittel- und Kolonialwarengeschäft, in dem sie ausschließlich koschere Produkte verkauften. |
| Hellmundstraße 52 ·      | Lina Tiefenbrunner                               | Hier wohnte Lina Tiefenbrunner Jg. 1924 Ausgewiesen 1939 Polen Ghetto Tarnow Ermordet                                                                                 | 22. Jan. 2009    |      | 1921 eröffneten die Tiefenbrunners in der Hermannstr. 3 ein Lebensmittel- und Kolonialwarengeschäft, in dem sie ausschließlich koschere Produkte verkauften. |
| Hellmundstraße 52 ·      | Matel Tiefenbrunner geb. Licht                   | Hier wohnte Matel Tiefenbrunner geb. Licht Jg. 1883 Ausgewiesen 1938 Polen Ghetto Tarnow Ermordet                                                                     | 22. Jan. 2009    |      | 1921 eröffneten die Tiefenbrunners in der Hermannstr. 3 ein Lebensmittel- und Kolonialwarengeschäft, in dem sie ausschließlich koschere Produkte verkauften. |
| Hellmundstraße 52 ·      | Osias Tiefenbrunner                              | Hier wohnte Osias Tiefenbrunner Jg. 1920 Ausgewiesen 1938 Polen Ghetto Tarnow Ermordet                                                                                | 22. Jan. 2009    |      | 1921 eröffneten die Tiefenbrunners in der Hermannstr. 3 ein Lebensmittel- und Kolonialwarengeschäft, in dem sie ausschließlich koschere Produkte verkauften. |
| Hellmundstraße 52 ·      | Rosel Tiefenbrunner                              | Hier wohnte Rosel Tiefenbrunner Jg. 1922 Ausgewiesen 1939 Polen Ghetto Tarnow Ermordet                                                                                | 22. Jan. 2009    |      | 1921 eröffneten die Tiefenbrunners in der Hermannstr. 3 ein Lebensmittel- und Kolonialwarengeschäft, in dem sie ausschließlich koschere Produkte verkauften. |
| Hellmundstraße 34 ·      | Abraham Pewsner                                  | Hier wohnte Abraham Pewsner Jg. 1878 Deportiert 1942 Theresienstadt Ermordet 29.9.1942 Treblinka                                                                      | 15. Mai 2015     |      | Abraham Pewsner war von Beruf Tabakschneider und arbeitete in diversen Zigarettenfabriken. Als die jüdische Gemeinde im Auftrag der Gestapo im Jahre 1939 eine Datei der jüdischen Bürger anlegen musste, war Abraham Pewsner nicht mehr berufstätig. Er war „Invalidenempfänger“. Zur Erinnerung an Abraham und Pauline Pewsner und Sohn Willy |
| Hellmundstraße 34 ·      | Pauline Pewsner geb. Sülkin                      | Hier wohnte Pauline Pewsner geb. Sülkin Jg. 1875 Deportiert 1942 Theresienstadt Ermordet 29.9.1942 Treblinka                                                          | 15. Mai 2015     |      | Abraham Pewsner war von Beruf Tabakschneider und arbeitete in diversen Zigarettenfabriken. Als die jüdische Gemeinde im Auftrag der Gestapo im Jahre 1939 eine Datei der jüdischen Bürger anlegen musste, war Abraham Pewsner nicht mehr berufstätig. Er war „Invalidenempfänger“. Zur Erinnerung an Abraham und Pauline Pewsner und Sohn Willy |
| Hellmundstraße 34 ·      | Willi Pewsner                                    | Hier wohnte Willi Pewsner Jg. 1904 Deportiert 1942 Ermordet im besetzten Polen                                                                                        | 15. Mai 2015     |      | Abraham Pewsner war von Beruf Tabakschneider und arbeitete in diversen Zigarettenfabriken. Als die jüdische Gemeinde im Auftrag der Gestapo im Jahre 1939 eine Datei der jüdischen Bürger anlegen musste, war Abraham Pewsner nicht mehr berufstätig. Er war „Invalidenempfänger“. Zur Erinnerung an Abraham und Pauline Pewsner und Sohn Willy |
| Blücherstraße 48 ·       | Hans Pulkowski                                   | Hier wohnte Hans Pulkowski Jg. 1882 Im Widerstand Verhaftet 1934 Zuchthaus Butzbach Tot 13.7.1937                                                                     | 2. Mai 2012      |      | |
| Weißenburgstraße 10 ·    | Regine Riwka-Rosner (PDF; 608 kB) geb. Heuberger | Hier wohnte Regine Riwka Rosner geb. Heuberger Jg. 1898 Deportiert 1942 Lublin Ermordet 1942 in Sobibor                                                               | 22. Jan. 2009    |      | 1920 eröffnet Feiwel Rosner an der Zeil ein Schuhmachergeschäft, in dem er maßgefertigte Schuhe verkauft. Zeitweise sollen in Werkstatt und Verkauf bis zu 15 Mitarbeitern beschäftigt gewesen sein. 1926 ziehen sie nach Wiesbaden und mieten eine Hinterhauswohnung in der Weißenburgstr. 10. Sein Schuhmachergeschäft eröffnet Feiwel Rosner in der Hellmundstraße, allerdings ist es viel kleiner als das in Frankfurt. |
| Weißenburgstraße 10 ·    | Feiwel Rosner                                    | Hier wohnte Feiwel Rosner Jg. 1901 Flucht 1938 Belgien Interniert Mechelen Deportiert 1943 Ermordet in Auschwitz                                                      | 22. Jan. 2009    |      | 1920 eröffnet Feiwel Rosner an der Zeil ein Schuhmachergeschäft, in dem er maßgefertigte Schuhe verkauft. Zeitweise sollen in Werkstatt und Verkauf bis zu 15 Mitarbeitern beschäftigt gewesen sein. 1926 ziehen sie nach Wiesbaden und mieten eine Hinterhauswohnung in der Weißenburgstr. 10. Sein Schuhmachergeschäft eröffnet Feiwel Rosner in der Hellmundstraße, allerdings ist es viel kleiner als das in Frankfurt. |
| Weißenburgstraße 10 ·    | Gustel Rosner                                    | Hier wohnte Gustel Rosner Jg. 1930 Deportiert 1942 Lublin Ermordet 1942 in Sobibor                                                                                    | 22. Jan. 2009    |      | 1920 eröffnet Feiwel Rosner an der Zeil ein Schuhmachergeschäft, in dem er maßgefertigte Schuhe verkauft. Zeitweise sollen in Werkstatt und Verkauf bis zu 15 Mitarbeitern beschäftigt gewesen sein. 1926 ziehen sie nach Wiesbaden und mieten eine Hinterhauswohnung in der Weißenburgstr. 10. Sein Schuhmachergeschäft eröffnet Feiwel Rosner in der Hellmundstraße, allerdings ist es viel kleiner als das in Frankfurt. |
| Weißenburgstraße 10 ·    | Kurt Rosner                                      | Hier wohnte Kurt Rosner Jg. 1931 Deportiert 1942 Lublin Ermordet 1942 in Sobibor                                                                                      | 22. Jan. 2009    |      | 1920 eröffnet Feiwel Rosner an der Zeil ein Schuhmachergeschäft, in dem er maßgefertigte Schuhe verkauft. Zeitweise sollen in Werkstatt und Verkauf bis zu 15 Mitarbeitern beschäftigt gewesen sein. 1926 ziehen sie nach Wiesbaden und mieten eine Hinterhauswohnung in der Weißenburgstr. 10. Sein Schuhmachergeschäft eröffnet Feiwel Rosner in der Hellmundstraße, allerdings ist es viel kleiner als das in Frankfurt. |
| Weißenburgstraße 10 ·    | Lieselotte Rosner                                | Hier wohnte Lieselotte Rosner Jg. 1926 Deportiert 1942 Lublin Ermordet 1942 in Sobibor                                                                                | 22. Jan. 2009    |      | 1920 eröffnet Feiwel Rosner an der Zeil ein Schuhmachergeschäft, in dem er maßgefertigte Schuhe verkauft. Zeitweise sollen in Werkstatt und Verkauf bis zu 15 Mitarbeitern beschäftigt gewesen sein. 1926 ziehen sie nach Wiesbaden und mieten eine Hinterhauswohnung in der Weißenburgstr. 10. Sein Schuhmachergeschäft eröffnet Feiwel Rosner in der Hellmundstraße, allerdings ist es viel kleiner als das in Frankfurt. |
| Weißenburgstraße 10 ·    | Manfred Rosner                                   | Hier wohnte Manfred Rosner Jg. 1928 Deportiert 1942 Lublin Ermordet 1942 in Sobibor                                                                                   | 22. Jan. 2009    |      | 1920 eröffnet Feiwel Rosner an der Zeil ein Schuhmachergeschäft, in dem er maßgefertigte Schuhe verkauft. Zeitweise sollen in Werkstatt und Verkauf bis zu 15 Mitarbeitern beschäftigt gewesen sein. 1926 ziehen sie nach Wiesbaden und mieten eine Hinterhauswohnung in der Weißenburgstr. 10. Sein Schuhmachergeschäft eröffnet Feiwel Rosner in der Hellmundstraße, allerdings ist es viel kleiner als das in Frankfurt. |
| Weißenburgstraße 10 ·    | Sally Rosner                                     | Hier wohnte Sally Rosner Jg. 1924 Deportiert 1942 Lublin Ermordet 1942 in Sobibor                                                                                     | 22. Jan. 2009    |      | 1920 eröffnet Feiwel Rosner an der Zeil ein Schuhmachergeschäft, in dem er maßgefertigte Schuhe verkauft. Zeitweise sollen in Werkstatt und Verkauf bis zu 15 Mitarbeitern beschäftigt gewesen sein. 1926 ziehen sie nach Wiesbaden und mieten eine Hinterhauswohnung in der Weißenburgstr. 10. Sein Schuhmachergeschäft eröffnet Feiwel Rosner in der Hellmundstraße, allerdings ist es viel kleiner als das in Frankfurt. |
| Bertramstraße 7 ·        | Jacob Rosenberg                                  | Hier wohnte Jacob Rosenberg Jg. 1876 Deportiert 1942 Theresienstadt Ermordet 1942 in Treblinka                                                                        | 8. Aug. 2006     |      | Im Alter von 25 Jahren kam Jacob Rosenberg nach Deutschland und absolvierte in Köln am jüdischen Lehrerseminar eine Lehrerausbildung. 1905 zog er nach Bierstadt und wurde von der jüdischen Gemeinde zunächst als Kantor und ab 1908 als Religionslehrer angestellt. Als Kantor leitete er den Gottesdienst an der Synagoge und erfüllte als Religionslehrer mit seinem Bibelunterricht für die 5- bis 10-Jährigen eine wichtige Funktion im Gemeindeleben. |
| Bertramstraße 7 ·        | Lea Rosenberg                                    | Hier wohnte Lea Rosenberg Jg. 1922 Deportiert 1942 Lublin Ermordet in Sobibor                                                                                         | 8. Aug. 2006     |      | Im Alter von 25 Jahren kam Jacob Rosenberg nach Deutschland und absolvierte in Köln am jüdischen Lehrerseminar eine Lehrerausbildung. 1905 zog er nach Bierstadt und wurde von der jüdischen Gemeinde zunächst als Kantor und ab 1908 als Religionslehrer angestellt. Als Kantor leitete er den Gottesdienst an der Synagoge und erfüllte als Religionslehrer mit seinem Bibelunterricht für die 5- bis 10-Jährigen eine wichtige Funktion im Gemeindeleben. |
| Bertramstraße 7 ·        | Sophie Rosenberg geb. Kleinmann                  | Hier wohnte Sophie Rosenberg geb. Kleinmann Jg. 1897 Deportiert 1942 Theresienstadt Ermordet 1942 in Treblinka                                                        | 8. Aug. 2006     |      | Im Alter von 25 Jahren kam Jacob Rosenberg nach Deutschland und absolvierte in Köln am jüdischen Lehrerseminar eine Lehrerausbildung. 1905 zog er nach Bierstadt und wurde von der jüdischen Gemeinde zunächst als Kantor und ab 1908 als Religionslehrer angestellt. Als Kantor leitete er den Gottesdienst an der Synagoge und erfüllte als Religionslehrer mit seinem Bibelunterricht für die 5- bis 10-Jährigen eine wichtige Funktion im Gemeindeleben. |
| Bismarckring 18 ·        | Flora Rothschild geb. Strauss                    | Hier wohnte Flora Rothschild geb. Strauss Jg. 1882 Deportiert 1941 Lodz Ermordet in Chelmno                                                                           | 21. Feb. 2006    |      | Flora Rothschild arbeitete in „Rothschilds Arbeiterkleider-Magazin Julius Rothschild“ mit und hatte die Prokura. Julius Rothschild betrieb von 1907 bis 1935 in der Wellritzstr. 18 „Rothschilds Arbeiterkleider-Magazin Julius Rothschild“. |
| Bismarckring 18 ·        | Julius Rothschild                                | Hier wohnte Julius Rothschild Jg. 1882 Ermordet 18.12.1938 Buchenwald                                                                                                 | 21. Feb. 2006    |      | Flora Rothschild arbeitete in „Rothschilds Arbeiterkleider-Magazin Julius Rothschild“ mit und hatte die Prokura. Julius Rothschild betrieb von 1907 bis 1935 in der Wellritzstr. 18 „Rothschilds Arbeiterkleider-Magazin Julius Rothschild“. |
| Yorckstraße 17 ·         | Ida Steinberg geb. Dorner                        | Hier wohnte Ida Steinberg geb. Dorner Jg. 1908 Deportiert 1942 Lublin Ermordet 1942 in Sobibor                                                                        | 27. Okt. 2010    |      | Zur Erinnerung an Rafael und Ida Steinberg sowie ihre Töchter Gitta und Mirjam |
| Yorckstraße 17 ·         | Miriam Steinberg                                 | Hier wohnte Miriam Steinberg Jg. 1936 Deportiert 1942 Lublin Ermordet 1942 in Sobibor                                                                                 | 27. Okt. 2010    |      | Zur Erinnerung an Rafael und Ida Steinberg sowie ihre Töchter Gitta und Mirjam |
| Yorckstraße 17 ·         | Rafael Steinberg                                 | Hier wohnte Rafael Steinberg Jg. 1902 Deportiert 1942 Lublin Ermordet 22.7.1942 Majdanek                                                                              | 27. Okt. 2010    |      | Zur Erinnerung an Rafael und Ida Steinberg sowie ihre Töchter Gitta und Mirjam |
| Bertramstraße 10 ·       | Margaret Schestowitz                             | Hier wohnte Margarete Schestowitz Jg. 1900 Deportiert 1942 Ermordet in Sobibor                                                                                        |                  |      | |
| Emser Straße 6 ·         | Anna Straus geb. Waller                          | Hier wohnte Anna Straus, geb. Waller Jg. 1881 Deportiert 1943 Theresienstadt 1944 Auschwitz Ermordet                                                                  | 25. Oktober 2018 |      | Arthur Straus, Immobilien-Hypotheken- und Versicherungskaufmann, und seine Frau hatten ab 1939 als Angestellte der „Israelitischen Kultusgemeinde“ in Wiesbaden die Geschäftsstelle der Reichsvereinigung der Juden in Deutschland geleitet und unter dem Druck der Gestapo bei Deportationen mitgewirkt. 1942 musste das Paar nach Frankfurt umziehen. |
| Emser Straße 6 ·         | Arthur Straus                                    | Hier wohnte Arthur Straus Jg. 1873 Deportiert 1943 Theresienstadt 1944 Auschwitz Ermordet                                                                             | 25. Oktober 2018 |      | |
| Emser Straße 6 ·         | Walter Straus                                    | Hier wohnte Walter Straus Jg. 1911 Flucht 1934 Schweiz 1938 USA | 25. Oktober 2018 |      | Der Sohn des Paares, Walter, überlebte, weil er als Medizinstudent 1938 in die USA ausgewandert war. Nach Erhalt der amerikanischen Staatsbürgerschaft gründete er eine Familie und eröffnete eine Arztpraxis. Im Alter von 58 Jahren starb er 1969. |
| Walramstraße 31 ·        | James Stock                                      | Hier wohnte James Stock Jg. 1899 Deportiert 1942 Zwangsarbeit / Lublin Ermordet in Majdanek                                                                           | 13. Apr. 2005    |      | Die Familie Stock lebte in Wiesbaden in ärmlichen Verhältnissen, zuerst in einer engen Hinterhofwohnung in der Walramstraße 31. Im September 1939 wurden die Eltern mit dem fünfjährigen Josef und der zweijährigen Rosel von den Behörden in eine Baracke der Obdachlosensiedlung Mühlthal zwangseingewiesen. |
| Walramstraße 31 ·        | Johanna Stock                                    | Hier wohnte Johanna Stock geb. Moses Jg. 1905 Deportiert 1942 Ermordet in Sobibor                                                                                     | 13. Apr. 2005    |      | Die Familie Stock lebte in Wiesbaden in ärmlichen Verhältnissen, zuerst in einer engen Hinterhofwohnung in der Walramstraße 31. Im September 1939 wurden die Eltern mit dem fünfjährigen Josef und der zweijährigen Rosel von den Behörden in eine Baracke der Obdachlosensiedlung Mühlthal zwangseingewiesen. |
| Walramstraße 31 ·        | Josef Stock                                      | Hier wohnte Josef Stock Jg. 1934 Deportiert 1942 Ermordet in Sobibor                                                                                                  | 13. Apr. 2005    |      | Die Familie Stock lebte in Wiesbaden in ärmlichen Verhältnissen, zuerst in einer engen Hinterhofwohnung in der Walramstraße 31. Im September 1939 wurden die Eltern mit dem fünfjährigen Josef und der zweijährigen Rosel von den Behörden in eine Baracke der Obdachlosensiedlung Mühlthal zwangseingewiesen. |
| Walramstraße 31 ·        | Rosel Stock                                      | Hier wohnte Rosel Stock Jg. 1937 Deportiert 1942 in Sobibor | 13. Apr. 2005    |      | Die Familie Stock lebte in Wiesbaden in ärmlichen Verhältnissen, zuerst in einer engen Hinterhofwohnung in der Walramstraße 31. Im September 1939 wurden die Eltern mit dem fünfjährigen Josef und der zweijährigen Rosel von den Behörden in eine Baracke der Obdachlosensiedlung Mühlthal zwangseingewiesen. |
| Walramstraße 31 ·        | Hermann Straus                                   | Hier wohnte Hermann Straus Jg. 1930 Deportiert 1942 Theresienstadt Ermordet 1944 in Auschwitz                                                                         | 8. Aug. 2006     |      | Zur Erinnerung an Selma Straus und ihre Kinder Hermann und Inge |
| Walramstraße 31 ·        | Inge Straus                                      | Hier wohnte Inge Straus Jg. 1934 Deportiert 1942 Theresienstadt Ermordet 1944 in Auschwitz                                                                            | 8. Aug. 2006     |      | Zur Erinnerung an Selma Straus und ihre Kinder Hermann und Inge |
| Walramstraße 31 ·        | Selma Straus                                     | Hier wohnte Selma Straus Jg. 1901 Deportiert 1942 Theresienstadt Ermordet 1944 in Auschwitz                                                                           | 8. Aug. 2006     |      | Zur Erinnerung an Selma Straus und ihre Kinder Hermann und Inge |
| Emser Straße 5 ·         | Manfred Ullmann                                  | Hier wohnte Manfred Ullmann Jg. 1929 Flucht 1933 Frankreich Deportiert 1943 Ermordet in Sobibor                                                                       | 2. Mai 2012      |      | Zur Erinnerung an Manfred Ullmann und seine Familie |
| Helenenstraße 23 ·       | Adolf Weiser                                     | Hier wohnte Adolf Weiser Jg. 1923 'Polenaktion' 1938 1942 Dabrowa Tarnowska Denunziert Ermordet                                                                       | 29. Apr. 2014    |      | Zur Erinnerung an Hermann Weiser und seine Frau Ester, geb. Metzger, sowie ihre Kinder Julius, Adolf und Dora Eva Das Ehepaar hatte ein Textilwarengeschäft als Etagengeschäft. Wohn- und Betriebsstätte waren zunächst in der Helenenstraße 13, ab 1923 in der Webergasse 58 und seit Juni 1929 in der Helenenstraße 23. Die Geschäfte in den 1920er Jahren liefen nicht gut. Besonders schwierig waren die Jahre 1929 und 1930. Mit Beginn der Herrschaft der Nationalsozialisten und den damit verbundenen Boykottmaßnahmen verschlechterte sich die wirtschaftliche Situation weiter. |
| Helenenstraße 23 ·       | Dora Eva Weiser                                  | Hier wohnte Dora Eva Weiser Jg. 1928 'Polenaktion' 1938 1942 Dabrowa Tarnowska Denunziert Ermordet                                                                    | 29. Apr. 2014    |      | Zur Erinnerung an Hermann Weiser und seine Frau Ester, geb. Metzger, sowie ihre Kinder Julius, Adolf und Dora Eva Das Ehepaar hatte ein Textilwarengeschäft als Etagengeschäft. Wohn- und Betriebsstätte waren zunächst in der Helenenstraße 13, ab 1923 in der Webergasse 58 und seit Juni 1929 in der Helenenstraße 23. Die Geschäfte in den 1920er Jahren liefen nicht gut. Besonders schwierig waren die Jahre 1929 und 1930. Mit Beginn der Herrschaft der Nationalsozialisten und den damit verbundenen Boykottmaßnahmen verschlechterte sich die wirtschaftliche Situation weiter. |
| Helenenstraße 23 ·       | Ester Weiser geb. Metzger                        | Hier wohnte Ester Weiser geb. Metzger Jg. 1896 'Polenaktion' 1938 1942 Dabrowa Tarnowska Denunziert Ermordet                                                          | 29. Apr. 2014    |      | Zur Erinnerung an Hermann Weiser und seine Frau Ester, geb. Metzger, sowie ihre Kinder Julius, Adolf und Dora Eva Das Ehepaar hatte ein Textilwarengeschäft als Etagengeschäft. Wohn- und Betriebsstätte waren zunächst in der Helenenstraße 13, ab 1923 in der Webergasse 58 und seit Juni 1929 in der Helenenstraße 23. Die Geschäfte in den 1920er Jahren liefen nicht gut. Besonders schwierig waren die Jahre 1929 und 1930. Mit Beginn der Herrschaft der Nationalsozialisten und den damit verbundenen Boykottmaßnahmen verschlechterte sich die wirtschaftliche Situation weiter. |
| Helenenstraße 23 ·       | Hermann Weiser                                   | Hier wohnte Hermann Weiser Jg. 1894 'Polenaktion' 1938 1942 Dabrowa Tarnowska Denunziert Ermordet                                                                     | 29. Apr. 2014    |      | Zur Erinnerung an Hermann Weiser und seine Frau Ester, geb. Metzger, sowie ihre Kinder Julius, Adolf und Dora Eva Das Ehepaar hatte ein Textilwarengeschäft als Etagengeschäft. Wohn- und Betriebsstätte waren zunächst in der Helenenstraße 13, ab 1923 in der Webergasse 58 und seit Juni 1929 in der Helenenstraße 23. Die Geschäfte in den 1920er Jahren liefen nicht gut. Besonders schwierig waren die Jahre 1929 und 1930. Mit Beginn der Herrschaft der Nationalsozialisten und den damit verbundenen Boykottmaßnahmen verschlechterte sich die wirtschaftliche Situation weiter. |
| Helenenstraße 23 ·       | Julius Weiser                                    | Hier wohnte Julius Weiser Jg. 1921 'Polenaktion' 1938 1942 Dabrowa Tarnowska Denunziert Ermordet                                                                      | 29. Apr. 2014    |      | Zur Erinnerung an Hermann Weiser und seine Frau Ester, geb. Metzger, sowie ihre Kinder Julius, Adolf und Dora Eva Das Ehepaar hatte ein Textilwarengeschäft als Etagengeschäft. Wohn- und Betriebsstätte waren zunächst in der Helenenstraße 13, ab 1923 in der Webergasse 58 und seit Juni 1929 in der Helenenstraße 23. Die Geschäfte in den 1920er Jahren liefen nicht gut. Besonders schwierig waren die Jahre 1929 und 1930. Mit Beginn der Herrschaft der Nationalsozialisten und den damit verbundenen Boykottmaßnahmen verschlechterte sich die wirtschaftliche Situation weiter. |
| Roonstraße 9 ·           | Elsa Vogeler                                     | Hier wohnte Elsa Vogeler Jg. 1884 Deportiert 10.6.1942 Ermordet 1942 in Sobibor                                                                                       | 22. Jan. 2008    |      | Zur Erinnerung an Elsa Vogeler |
| Dotzheimer Straße 35 ·   | Moses Weiser                                     | Hier wohnte Moses Weiser Jg. 1902 Flucht 1938 Belgien/Frankreich Mehrmals interniert Fluchtversuch Schweiz Verhaftet/Deportiert Todesmarsch Buchenwald Tot April 1945 | 2. Mai 2012      |      | Zur Erinnerung an Moses Weiser und seine Familie |
| Drudenstraße 5 ·         | Martha Wermelskirchen geb. Vogeler               | Hier wohnte Martha Wermelskirchen geb. Vogeler Jg. 1877 Deportiert 1943 Auschwitz Ermordet 18.3.1943                                                                  | 2. Mai 2013      |      | |